# Simon Pierre François Meijer (1809-1890)
Jhr. Simon Pierre François Meijer (Haarlem, 3 februari 1809 - Kampen, 8 april 1890) was een Nederlands officier der infanterie. Hij werd op 12 oktober 1831 tot ridder in de Militaire Willems-Orde benoemd. Zijn vader Adriaan Frans Meijer, halfbroer Carel Hendrik Meijer, oudste zoon Arend Frederik Meijer en zijn kleinzoon de minister van Oorlog en viceadmiraal Jean Jacques Rambonnet waren eveneens in die orde opgenomen.

## Levensloop
Meijer was lid van de familie Meijer en werd geboren als de zoon van luitenant-generaal Adriaan Frans Meijer en Maria Coule. Hij huwde op 20 juni 1834 Sara Maria van Rossum (1808-1843); zij kregen twee dochters en twee zonen, onder wie Arend Frederik (1836-1920). In 1842 kreeg hij het predicaat jonkheer nadat zijn vader door koning Willem II in de adelstand was verheven.  

## Loopbaan
Meijer werd in 1827 aangesteld als ambtenaar bij de registratie van Namen, waar zijn vader was aangesteld als provinciaal commandant. Later zou hij als ambtenaar worden overgeplaatst naar de provincie Gelderland.
Na het uitbreken van de opstand in de zuidelijke provinciën meldde Meijer zich op 25 augustus 1830 aan als vrijwilliger bij de schutterij van Grave. Kort daarna werd hij benoemd tot tweede luitenant bij de 2de Afdeeling Geldersche Schutterij. In 1831 werd hij als ordonnans toegevoegd aan de staf van de 3de Divisie Infanterie te Velde die onder bevel stond van zijn vader luitenant-generaal Meijer. Als tweede luitenant in het Nederlandse leger heeft hij zich tijdens de Tiendaagse Veldtocht onderscheiden.
In maart 1834 werd Meijer aangesteld als ontvanger der registratie en domeinen te Elst en in 1839 overgeplaatst naar Kampen. Op 28 oktober 1865 ging hij met pensioen. Meijer had hiernaast inkomen als tiendehouder van het grote korentiende aan de Teersdijk.